# Rudy (gmina)

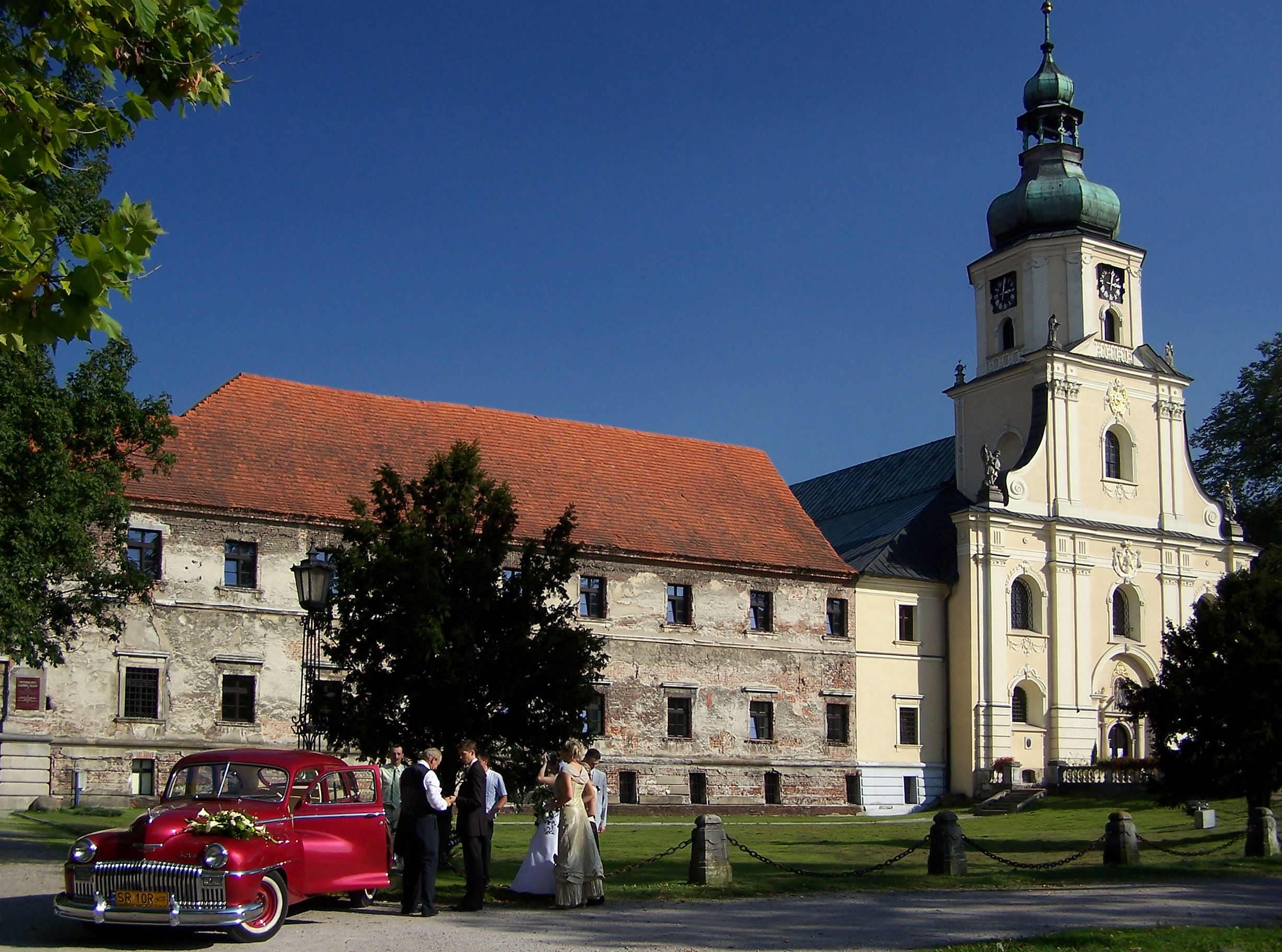
Klasztor i kościół w Rudach

Rudy – dawna gmina wiejska istniejąca w latach 1945–1954 i 1973–1977 w woj. śląskim, opolskim i katowickim (dzisiejsze woj. śląskie). Siedzibą władz gminy były Rudy.
Gmina zbiorowa Rudy powstała po II wojnie światowej (w grudniu 1945) w powiecie raciborskim na terenie tzw. Ziem Odzyskanych (tzw. I okręg administracyjny – Śląsk Opolski), powierzonym 18 marca 1945 administracji wojewody śląskiego, a z dniem 28 czerwca 1946 przyłączonym do woj. śląskiego (śląsko-dąbrowskiego).
Według stanu z 1 stycznia 1946 gmina składała się z 7 gromad: Rudy, Bargłówka, Jankowice Rudzkie, Ruda Kozielska, Stanica, Stodoły i Szymocice oraz z części Lasów Państwowych (Nadleśnictwo Rudy). 6 lipca 1950 zmieniono nazwę woj. śląskiego na katowickie; równocześnie gmina Rudy wraz z całym powiatem raciborskim weszła w skład nowo utworzonego woj. opolskiego.
Według stanu z 1 lipca 1952 gmina składała się nadal z 7 gromad: Bargłówka, Jankowice Rudzkie, Ruda Kozielska, Rudy, Stanica, Stodoły i Szymocice. Gmina została zniesiona 29 września 1954 wraz z reformą wprowadzającą gromady w miejsce gmin.
Jednostkę reaktywowano 1 stycznia 1973 w tymże powiecie i województwie; w skład gminy weszły obszary 3 sołectw: Jankowice Rudzkie, Ruda Kozielska i Rudy.
1 czerwca 1975 gmina weszła w skład nowo utworzonego woj. katowickiego.
1 lutego 1977 gmina jednostka została zniesiona przez połączenie z dotychczasową gminą Kuźnia Raciborska w nową gminę Kuźnia Raciborska.